# Chloropsis
Chloropsis és un gènere d'aus, únic de la família dels cloropseids (Chloropseidae), a l'ordre dels passeriformes. Les diferents espècies són pròpies de l'Índia, Sri Lanka i el sud-est asiàtic. Antany es classificaven a la família dels irènids (Irenidae).

## Morfologia
- De grandària variable, fan 14–21 cm de llargària i 15–48 g de pes.
- Són semblants als picnonòtids, però comparativament són molt més acolorits, amb un predominant color verd que dona lloc al seu nom comú en anglès: "Leafbird" (ocell fulla).
- En general les diferents espècies presenten dimorfisme sexual al plomatge, variant des del fort dimorfisme de Chloropsis hardwickii, fins Chloropsis flavipennis, que no en presenta cap.
- Algunes espècies presenten colors blaus en ales o cola.
- El plomatge dels joves és semblant al de la femella però més apagat.

## Distribució i hàbitat
Viuen en arbres o arbusts en gran varietat de zones forestals de la zona Indomalaia, fins a una altitud de 2500 m

## Taxonomia
La classificació del Congrés Ornitològic Internacional versió 12.1, 2022, contempla un gènere amb 13 espècies.
- Gènere Chloropsis
  - Chloropsis flavipennis - verdet de les Filipines.
  - Chloropsis palawanensis - verdet gorjagroc.
  - Chloropsis sonnerati - verdet de Sonnerat.
  - Chloropsis cyanopogon - verdet barbablau.
  - Chloropsis cochinchinensis - verdet de Java.
  - Chloropsis moluccensis - verdet alablau.
  - Chloropsis kinabaluensis - verdet del Kinabalu.
  - Chloropsis jerdoni - verdet de Jerdon.
  - Chloropsis aurifrons - verdet frontdaurat.
  - Chloropsis media - verdet de Sumatra.
  - Chloropsis hardwickii - verdet de ventre taronja occidental.
  - Chloropsis lazulina - verdet de ventre taronja oriental.
  - Chloropsis venusta - verdet carablau.